# Oleg Teptsov
Oleg Teptsov (russisk: Оле́г Па́влович Тепцо́в) (født 5. oktober 1954 i Sankt Petersborg i Sovjetunionen) er en sovjetisk filminstruktør.

## Filmografi
- Gospodin oformitel (Господин оформитель, 1988)[1][2]
- Posvjasjjonnyj (Посвящённый, 1989)